# Archaeosiilik
Archaeosiilik è un genere estinto di pesci ossei appartenente alla famiglia Esocidae, vissuto nel Cretaceo superiore nell'area dell'attuale Alaska settentrionale e, probabilmente, anche in Canada. L'unica specie nota è  Archaeosiilik gilmulli.

## Descrizione
Archaeosiilik gilmulli è noto soprattutto per numerosi dentari (ossa della mandibola). Si distingue dagli altri esocidi per una combinazione di tratti morfologici: i dentari sono corti e presentano una flangia ventrale all'estremità anteriore che si estende sotto il corpo principale del dentario. Sono presenti una o due file di denti; quando sono presenti due file, quella interna ha denti molto più grandi di quella esterna. È presente una cresta sulla superficie interna del dentario che segna il margine mediale della mensola subdentale. Una depressione poco profonda si trova sotto tale mensola.
Il dentario di Archaeosiilik gilmulli è simile a quello di Oldmanesox e Estesesox, con una flangia anteroventrale che forma la metà inferiore della sinfisi. Tuttavia, in A. gilmulli la flangia è più pronunciata, proiettandosi ventralmente oltre il corpo del dentario, con una strozzatura visibile in vista laterale subito dietro la sinfisi.
In alcuni esemplari, il dentario si approfondisce posteriormente, risultando sub-triangolare in vista laterale; in altri è più rettangolare. Queste variazioni morfologiche sono interpretate come differenze intraspecifiche.
Il margine ventrale del dentario non presenta una scanalatura distinta per il canale sensoriale, e non vi sono canali che attraversano il dentario sotto il canale di Meckel.

## Etimologia
Il nome del genere deriva dal greco archaeo ("antico") e dall’inupiaq siilik, che significa "luccio". Il nome della specie tipo, Archaeosiilik gilmulli, onora il geologo Gil Mull, per i suoi studi pionieristici sul North Slope dell’Alaska.

## Classificazione
Archaeosiilik gilmulli è stato assegnato alla famiglia Esocidae per la presenza di basi dentali a forma di C, un tratto derivato associato a denti depressibili, caratteristico del genere attuale Esox.

## Distribuzione e paleoecologia
I fossili di A. gilmulli provengono dalla Formazione Prince Creek nell’Alaska settentrionale, datata al Campaniano (circa 73 milioni di anni fa).
Sulla base del numero di dentari identificati, Archaeosiilik gilmulli è il teleosteo più abbondante della formazione. Materiali non descritti dalla Formazione Dinosaur Park in Alberta (Canada) indicano la presenza di una specie affine, Archaeosiilik sp., che condivide la morfologia sub-triangolare del dentario, ma manca della depressione sotto la mensola subdentale presente in A. gilmulli. Questi esemplari canadesi sono pertanto considerati distinti, ma congenerici.